# جاكي ريتشاردسون
جاكي ريتشاردسون (بالإنجليزية: jackie richardson)‏ (مواليد 1947) في بيتسبرغ، بنسيلفانيا، هي ممثلة ومغنية كندية، من أفلامها أقصى المخاطر، حصلت على جائزة الجوزاء لأفضل أداء لممثلة في دور رئيسي في برنامج درامي أو مسلسل.

## روابط خارجية
- جاكي ريتشاردسون على موقع IMDb (الإنجليزية)
- جاكي ريتشاردسون على موقع ميوزك برينز (الإنجليزية)
- جاكي ريتشاردسون على موقع ديسكوغز (الإنجليزية)
- جاكي ريتشاردسون على موقع قاعدة بيانات الفيلم (الإنجليزية)